# Old Bailey

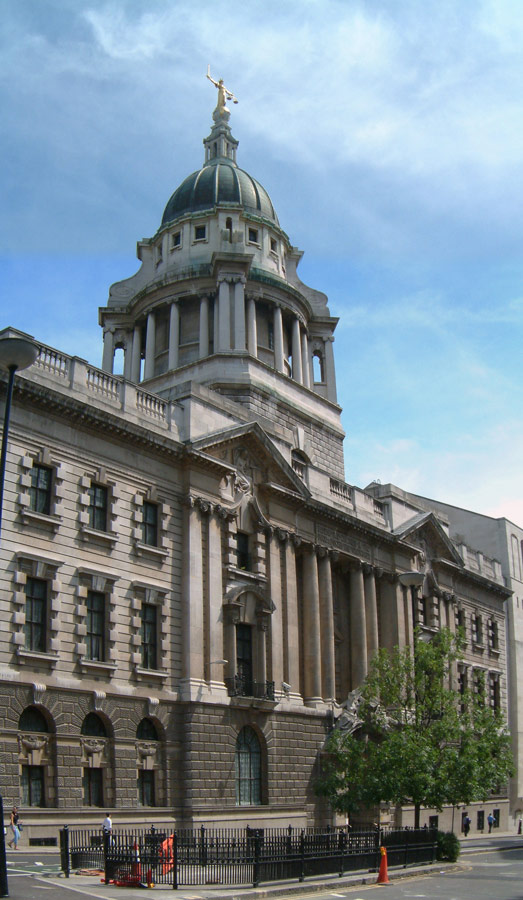
De Old Bailey

De Old Bailey, officieel de Central Criminal Court van Engeland en Wales, is een gerechtsgebouw in Londen dat gelegen is aan de straat Old Bailey. Het is het bekendste gebouw van de Crown Court van Engeland en Wales. De belangrijkste rechtszaken van Londen en omstreken worden er gevoerd.
Het pand werd verschillende keren herbouwd, de oudste vorm dateert uit de 17e eeuw. In 1902 vond een grote vernieuwing plaats die tot het bestaande aanzicht leidde. In Tweede Wereldoorlog werd de Old Bailey zwaar beschadigd maar spoedig erna hersteld. Op de karakteristieke dakkoepel staat een bronzen beeld van Vrouwe Justitia zonder blinddoek.
Een van de geruchtmakende zaken was die van Amelia Dyer. Zij heeft in Bristol en in Reading tussen de 200 en 400 baby's vermoord.